# Емпиризъм
Емпиризмът е течение във философията, според което цялото човешко знание произхожда от опита и се свежда до него, познанието трябва да се основава на емпирично изследване и индуктивни разсъждения. 
Той се противопоставя на априоризма, рационализма, синтезиран от Рене Декарт, където водещи са дедуктивните разсъждения и е близък със сенсуализма. Смята се, че емпиризмът е в основата на съвременния научен метод. Сред имената, свързвани с него, са Аристотел, Тома Аквински, Томас Хобс, Френсис Бейкън, Джон Лок, Джордж Бъркли и Дейвид Хюм.
Във философията емпиризмът е теория на познанието, която твърди, че познанието възниква от опита. Емпиризмът е една от няколкото конкуриращи се гледни точки по въпроса „как знаем нещата?“, част от дял на философията наречен епистемология или „теория на познанието“. Емпиризмът подчертава ролята на опита и фактите, особено чувственото възприятие, във формирането на идеи, докато отхвърля понятието за вродени идеи.